# Torre Bellini
La Torre Bellini es un edificio de departamentos ubicado en el barrio de Palermo, en Buenos Aires, Argentina.